# Joan Nadal i Martínez
Joan Nadal i Martínez (Palma, Mallorca, 1881 - 1962) fou un tenor mallorquí.
Estudià amb Pau Coll Tomàs. Debutà el 1904 al Teatre Principal de Maó amb Cavalleria rusticana. Posteriorment estudià a Milà, i debutà a Cremona amb l'òpera Manon. Es presentà al Liceu de Barcelona el 1914, i hi estrenà Marianela, de Jaume Pahissa i Jo (1923), Goyescas, de Granados (1939), i Chopin, de Giacomo Orefice (1939). Entre 1916 i 1918 també actuà al Teatre de l'Òpera de Chicago, als Estats Units. També actuà al Teatre Reial de Madrid i al Teatre Líric de Palma. Com a professor de cant tingué com alumnes a Gabriel Aguilera Perelló, Magdalena Duran Canyelles i Joan Baptista Daviu Romaguera.